# Frogner
Frogner ist ein Stadtteil der norwegischen Hauptstadt Oslo. Er umfasst die Stadtviertel Frogner, Teile von Majorstuen, Hegdehaugen, Homansbyen, Briskeby, Uranienborg, Ruseløkka, Skillebekk, Skarpsno, Skøyen und Bygdøy. Frogner hat 59.269 Einwohner (2020) auf einer Fläche von 8,3 km².
Frogner war ursprünglich ein Hof in der Kommune Aker, das jetzt als Frogner Hovedgård (Gut Frogner) bekannt ist. Im 18. und 19. Jahrhundert gehörte Frogner reichen Familien wie Anker und Wegner. Als sich Kristiania (Oslo) ab 1878 ausweitete, wurde Frogner eingemeindet. Im 19. Jahrhundert wurde das Gebiet ausparzelliert, seit 1896 gehört es zum Frognerpark. Der Stadtteil ist von Villen dominiert, mit Kleingärten im Südosten.